# Saint-Pierre-du-Fresne
Saint-Pierre-du-Fresne és un municipi francès situat al departament de Calvados i a la regió de Normandia. L'any 2007 tenia 200 habitants.

## Demografia

### Població
El 2007 la població de fet de Saint-Pierre-du-Fresne era de 200 persones. Hi havia 64 famílies de les quals 12 eren unipersonals (4 homes vivint sols i 8 dones vivint soles), 12 parelles sense fills i 40 parelles amb fills.
La població ha evolucionat segons el següent gràfic:
Habitants censats

### Habitatges
El 2007 hi havia 80 habitatges, 72 eren l'habitatge principal de la família, 3 eren segones residències i 5 estaven desocupats. 78 eren cases i 2 eren apartaments. Dels 72 habitatges principals, 51 estaven ocupats pels seus propietaris, 20 estaven llogats i ocupats pels llogaters i 1 estava cedit a títol gratuït; 1 tenia dues cambres, 13 en tenien tres, 12 en tenien quatre i 46 en tenien cinc o més. 52 habitatges disposaven pel capbaix d'una plaça de pàrquing. A 23 habitatges hi havia un automòbil i a 47 n'hi havia dos o més.

### Piràmide de població
La piràmide de població per edats i sexe el 2009 era:
| Homes | Edats   | Dones |
| ----- | ------- | ----- |
| 0     | 95 o +  | 0     |
| 4     | 90 a 94 | 4     |
| 0     | 85 a 89 | 4     |
| 0     | 80 a 84 | 0     |
| 0     | 75 a 79 | 4     |
| 0     | 70 a 74 | 0     |
| 4     | 65 a 69 | 0     |
| 0     | 60 a 64 | 0     |
| 0     | 55 a 59 | 4     |
| 4     | 50 a 54 | 0     |
| 16    | 45 a 49 | 4     |
| 4     | 40 a 44 | 20    |
| 0     | 35 a 39 | 8     |
| 12    | 30 a 34 | 8     |
| 8     | 25 a 29 | 8     |
| 4     | 20 a 24 | 12    |
| 4     | 15 a 19 | 20    |
| 4     | 10 a 14 | 16    |
| 20    | 5 a 9   | 16    |
| 12    | 0 a 4   | 8     |

## Economia
El 2007 la població en edat de treballar era de 137 persones, 107 eren actives i 30 eren inactives. De les 107 persones actives 100 estaven ocupades (54 homes i 46 dones) i 7 estaven aturades (1 home i 6 dones). De les 30 persones inactives 16 estaven jubilades, 8 estaven estudiant i 6 estaven classificades com a «altres inactius».

### Ingressos
El 2009 a Saint-Pierre-du-Fresne hi havia 75 unitats fiscals que integraven 207 persones, la mediana anual d'ingressos fiscals per persona era de 17.670 €.

### Activitats econòmiques
Dels 6 establiments que hi havia el 2007, 1 era d'una empresa alimentària, 1 d'una empresa de fabricació d'altres productes industrials, 2 d'empreses de construcció, 1 d'una empresa d'hostatgeria i restauració i 1 d'una empresa classificada com a «altres activitats de serveis».
Dels 3 establiments de servei als particulars que hi havia el 2009, 1 era un guixaire pintor, 1 fusteria i 1 restaurant.
L'any 2000 a Saint-Pierre-du-Fresne hi havia 5 explotacions agrícoles.

## Poblacions més properes
El següent diagrama mostra les poblacions més properes.